# Chelone obliqua
A Chelone obliqua az ajakosvirágúak (Lamiales) rendjébe és az útifűfélék (Plantaginaceae) családjába tartozó faj.

## Előfordulása
A Chelone obliqua előfordulási területe kizárólag az Amerikai Egyesült Államok keleti felén található meg. A következő államokban őshonos: Alabama, Arkansas, Dél-Karolina, Észak-Karolina, Florida, Georgia, Illinois, Indiana, Iowa, Maryland, Mississippi és Tennessee.

## Változatai
- Chelone obliqua var. erwiniae Pennell & Wherry
- Chelone obliqua var. speciosa Pennell & Wherry

## Megjelenése
Lágy szárú növény, amely körülbelül 61-91,5 centiméter magasra nő meg, és 30,5-61 centiméterre terül el. A központi szára világoszöld és nincs szőrzete. A levelei szélesen lándzsásak, átellenesen ülnek, szélük pedig fűrészes. A levélnek sincs szőrzete, felül sötétebb, míg alul világosabb. A virága tölcséres, rózsaszínes vagy lilás színű egy kis sárga folttal. A nyár közepétől a végéig virágzik. A termése toktermés, amely miután megérik és megbarnul, szétpattan kilőve a magokat. A Chelone obliqua gyöktörzsből is terjedhet; ilyenkor sűrű állományokat hoz létre.

## Képek

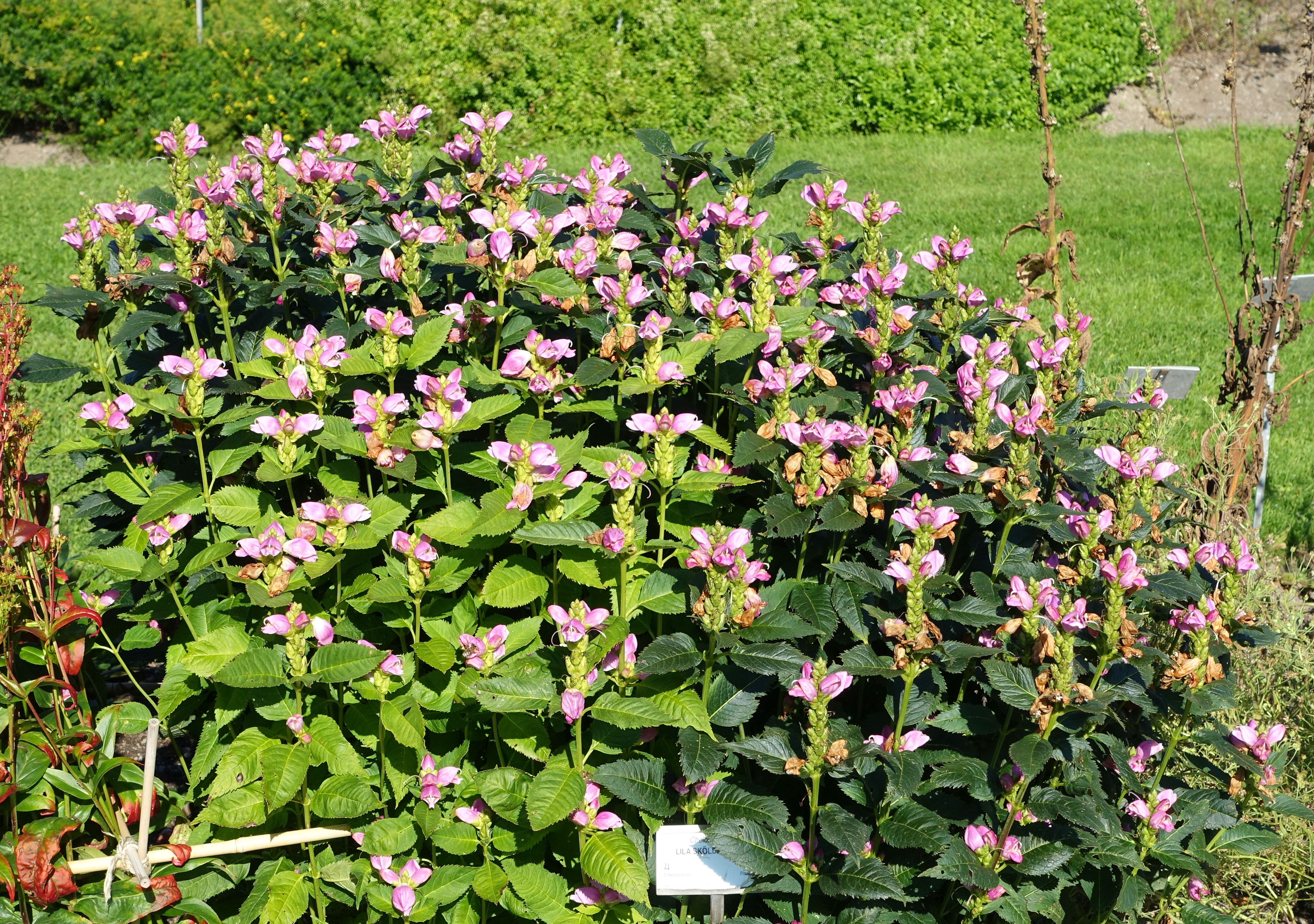
A növények
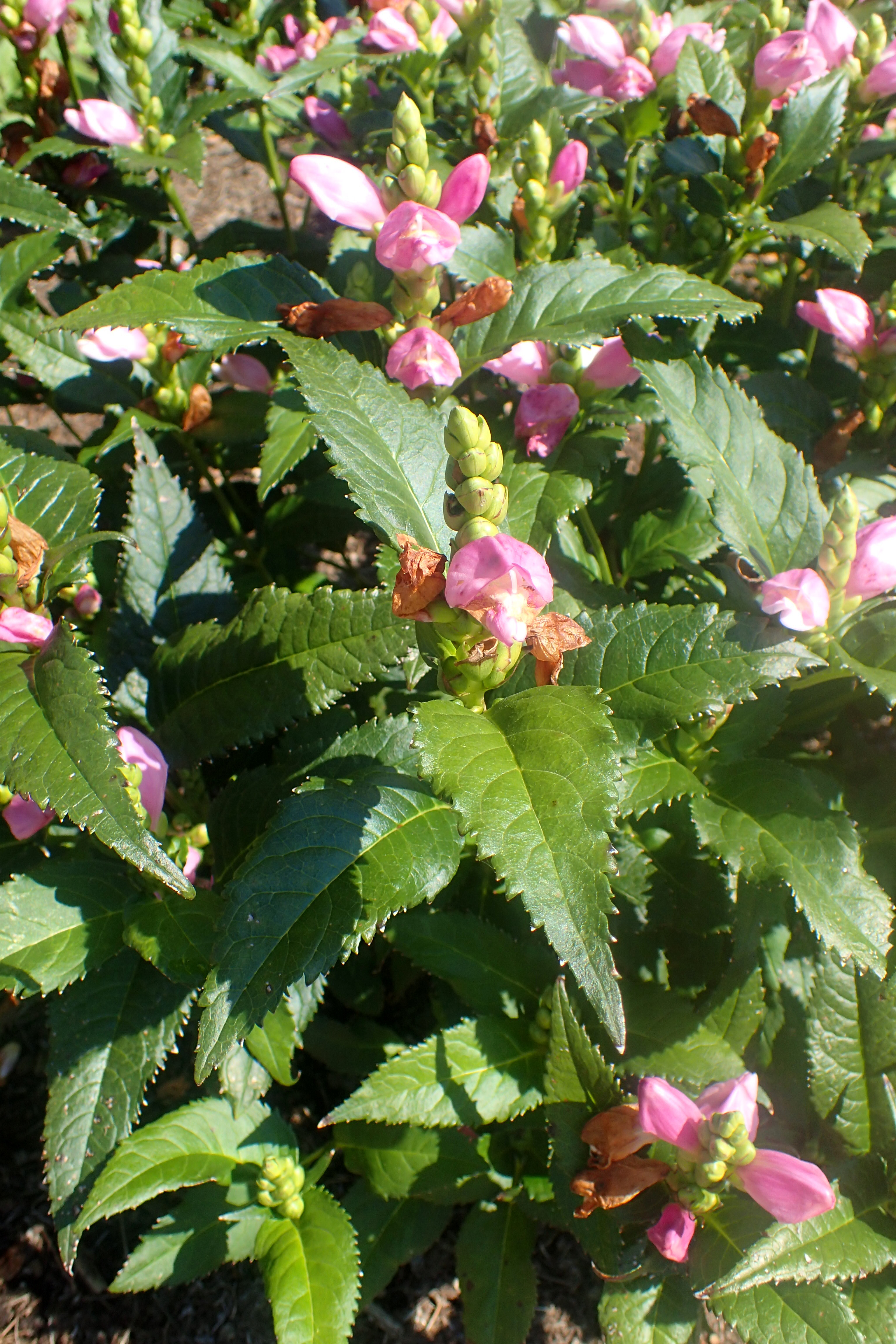
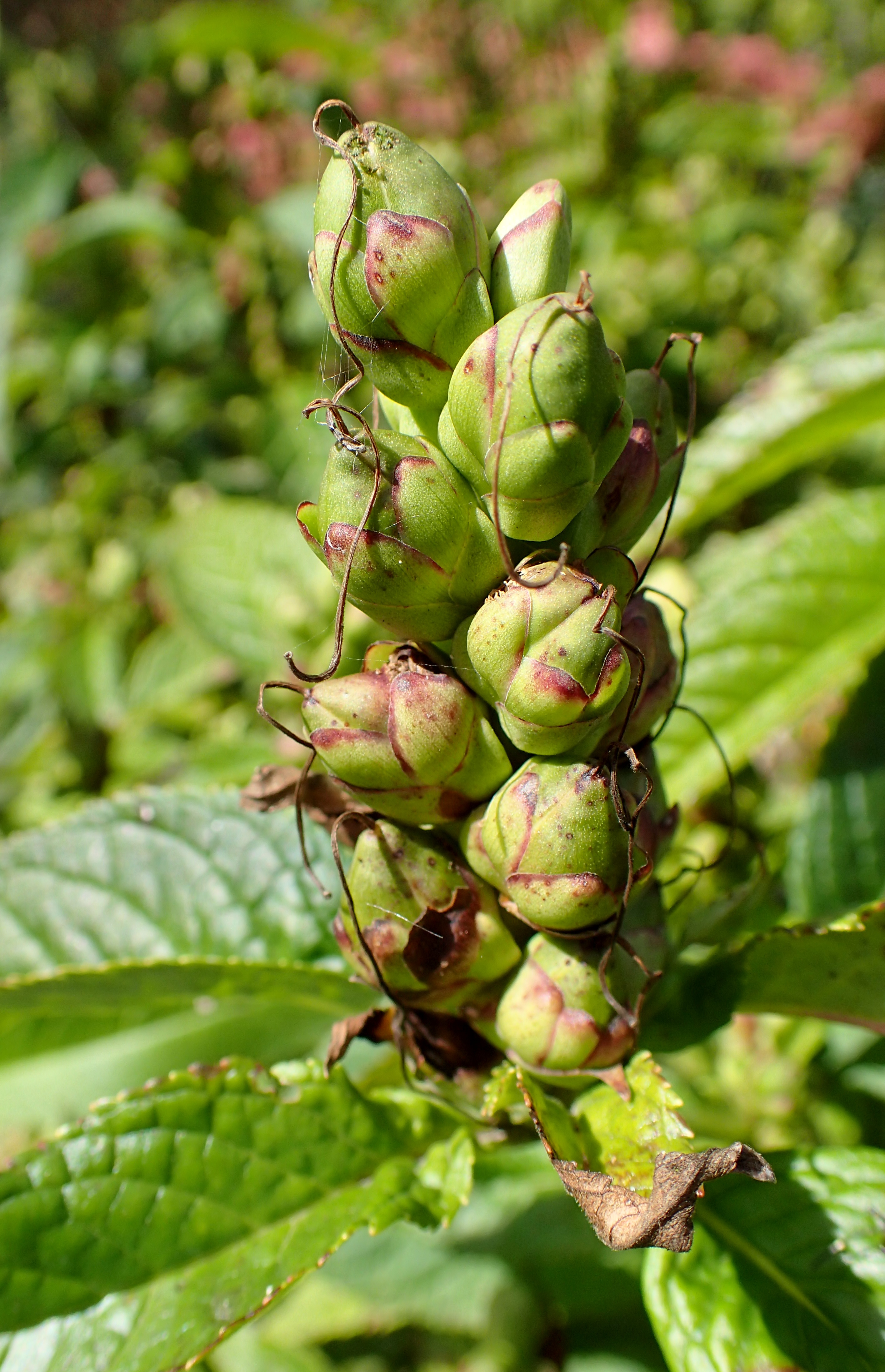
Bimbói
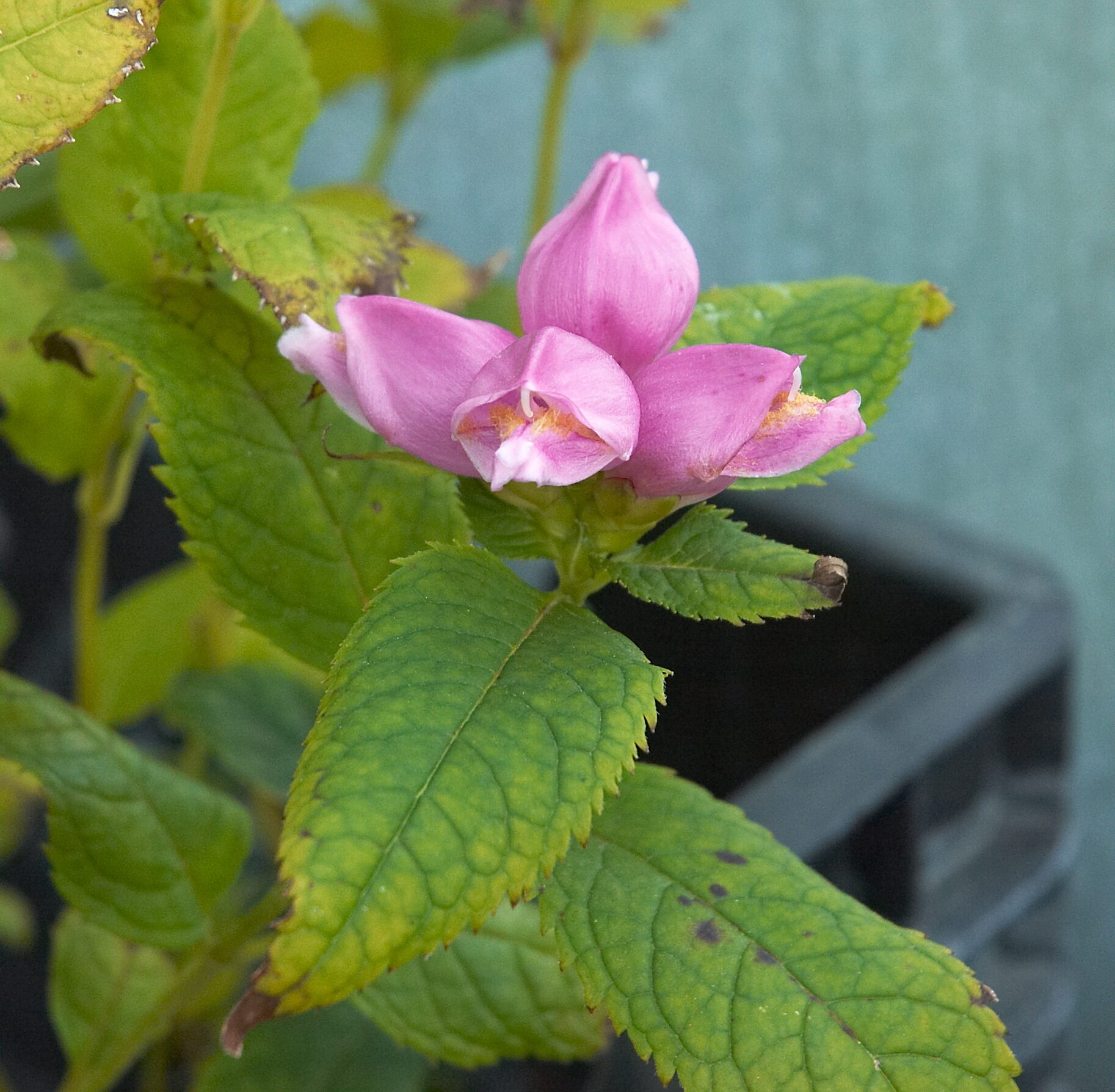
Virágai
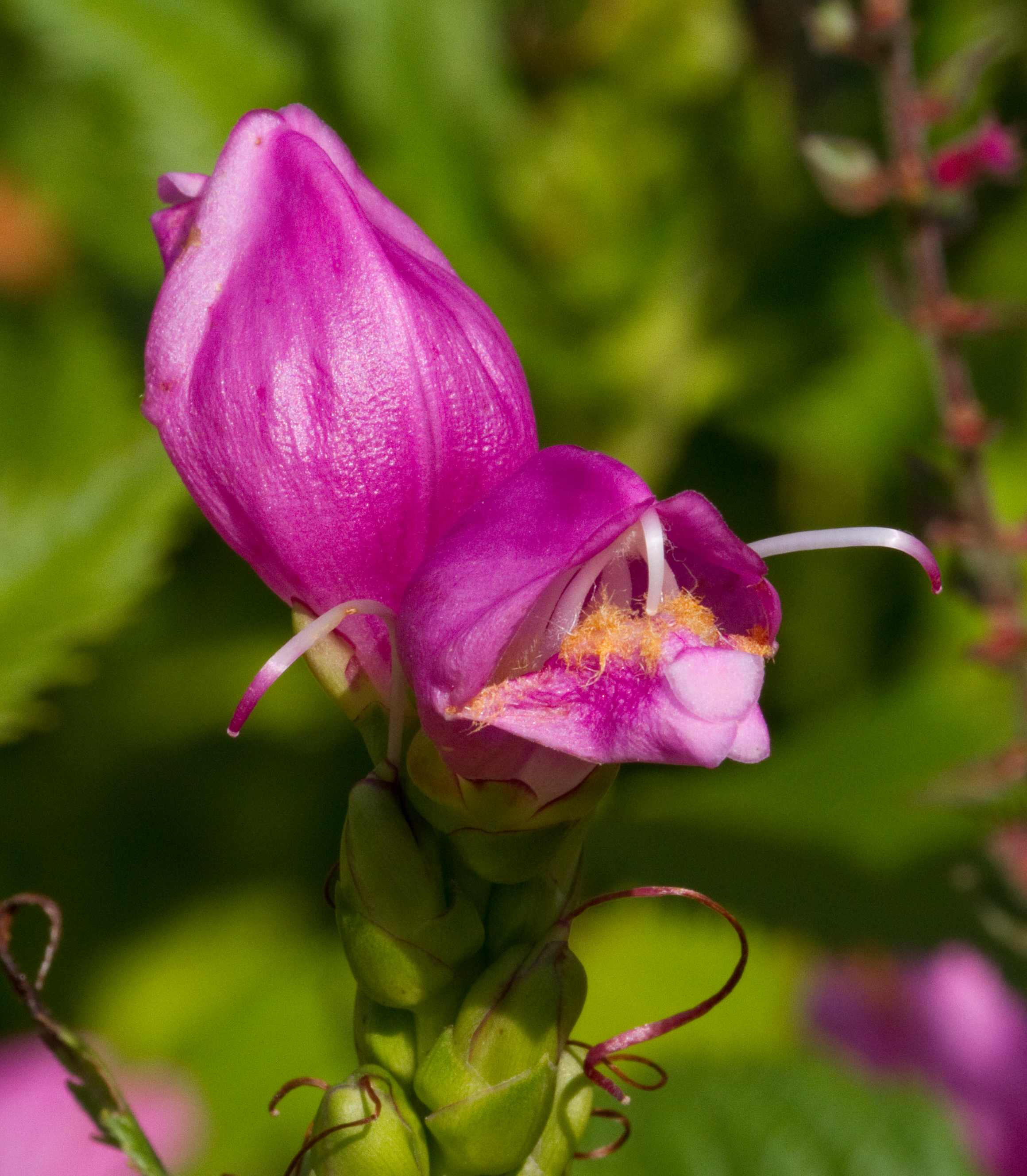